# Rhaphuma albosignata
Rhaphuma albosignata är en skalbaggsart som beskrevs av Maurice Pic 1943. Rhaphuma albosignata ingår i släktet Rhaphuma och familjen långhorningar. Inga underarter finns listade i Catalogue of Life.